# رابرت ریکو
رابرت ریکو (انگلیسی: Robert Rico؛ زادهٔ ۱۰ مارس ۱۹۴۵) بازیکن فوتبال اهل فرانسه است.
از باشگاه‌هایی که در آن بازی کرده‌است می‌توان به باشگاه فوتبال نانسی، باشگاه فوتبال رن، باشگاه فوتبال استاد رنس، و باشگاه فوتبال بوردو اشاره کرد.
وی همچنین در تیم ملی فوتبال فرانسه بازی کرده‌است.